# Liste der Baudenkmäler in Augsburg-Oberhausen-Süd
In der Liste der Baudenkmäler in Oberhausen-Süd sind die Baudenkmäler im Augsburger Stadtbezirk Oberhausen-Süd im
Planungsraum Oberhausen
(II)
aufgelistet. Zu diesen Baudenkmälern gibt es auch eine Bildersammlung.
Diese Liste ist eine Teilliste der Liste der Baudenkmäler in Augsburg. Grundlage der Liste ist die Bayerische Denkmalliste, die auf Basis des bayerischen Denkmalschutzgesetzes vom 1. Oktober 1973 erstmals erstellt wurde und seither durch das Bayerische Landesamt für Denkmalpflege geführt und aktualisiert wird. Die folgenden Angaben ersetzen nicht die rechtsverbindliche Auskunft der Denkmalschutzbehörde.

## Einzelbauwerke
| Lage | Objekt                                           | Beschreibung | Akten-Nr.                | Bild                          |
| --- | ------------------------------------------------ | --- | ------------------------ | ----------------------------- |
| August-Wessels-Straße 5 (Standort) | Ehemalige Vereinigte Schuhfabrik Berneis-Wessels | Mehrgliedriger Baukörper mit städtebaulich wirksamer Silhouette durch reich gestaltete Dachzone, in der heutigen Erscheinung größtenteils nach Plänen von Jean Keller, Eduard Rottmann und Manz, um 1903/1912, der an der Nordostecke liegende Teil im Kern 1898, in den 1920er-Jahren erhöht und Fassade erneuert | D-7-61-000-110 Wikidata  | weitere Bilder                |
| August-Wessels-Straße 30, August-Wessels-Straße 30 c, August-Wessels-Straße 30 a, August-Wessels-Straße 30 c, August-Wessels-Straße 30 a (Standort) | Städtisches Gaswerk                              | Einheitlich gestalteter, die verschiedenen Betriebseinrichtungen in hofartig angelegten Gebäudegruppen zusammenfassender Komplex, größtenteils Eisenbetonbauten mit sparsamen Putzgliederungen, Planung und Ausführung durch Gebrüder Rank/München 1912 bis 1915 Ofenhaus Behälterturm Kühlerhaus Apparate- und Reglerhaus Reinigeranlage Werkstättengebäude Alter Gasbehälter Drei Gasbehälter Portalgebäude Direktorenvilla Garage | D-7-61-000-111 Wikidata  | weitere Bilder                |
| Hirblinger Straße 1 (Standort) | Katholische Pfarrkirche St. Peter und Paul       | Saalbau mit eingezogenem Chor und nördlichem Turm mit Zwiebelhaube, 1608 und 1698/1700 Umbau der mittelalterlichen Anlage, Turmunterbau romanisch, Turmobergeschosse 1619 von Elias Holl, 1925 Erweiterung durch Michael Kurz, 1944 schwer beschädigt, 1948 schlichter Wiederaufbau nach Plänen von Michael Kurz, mit Ausstattung | D-7-61-000-416 Wikidata  | weitere Bilder                |
| Hirblinger Straße 3 (Standort) | Pfarrhaus                                        | Dreigeschossiger Walmdachbau mit polygonalem turmartigem Erker und giebelbekröntem, rundbogigem Eingang, Neubarock, um 1910; Einfriedung, Mauerzug mit giebelbekröntem Portal und turmartigem Häuschen mit Haubendach, wohl aus der gleichen Zeit | D-7-61-000-417 Wikidata  | Pfarrhaus                     |
| Hirblinger Straße 4 (Standort) | Ehemaliges Bräu- und Gasthaus                    | Zweigeschossiger Traufseitbau mit Satteldach und Giebelgesimsen, 1706, später verändert | D-7-61-000-418 Wikidata  | Ehemaliges Bräu- und Gasthaus |
| Nähe Kapellenstraße (Standort) | Wegkapelle                                       | Kleiner Nischenbau mit säulengerahmter korbbogiger Öffnung vom Anfang des 18. Jahrhunderts, mit Ausstattung | D-7-61-000-513 Wikidata  | Wegkapelle                    |
| Kapellenstraße 20 (Standort) | Schulhaus                                        | Dreigeschossiger Walmdachbau mit turmartigem Dachaufbau im Norden und Portikus, in Formen des Heimatstils, um 1910/1914 | D-7-61-000-514 Wikidata  | weitere Bilder                |
| Zollernstraße 15 (Standort) | Ehemaliges Markgräflich-Burgauisches Amtshaus    | Zweigeschossiger Giebelbau mit Satteldach, Ecklisenen, profiliertem Ortgang und Figurennische, 18. Jahrhundert | D-7-61-000-1125 Wikidata | weitere Bilder                |
| Zollernstraße 31 (Standort) | Hausfigur Heiliger Florian                       | 18. Jahrhundert | D-7-61-000-1127 Wikidata | Hausfigur Heiliger Florian    |